# Miocora peraltica
Miocora peraltica – gatunek ważki z rodziny Polythoridae. Występuje w północno-zachodniej części Ameryki Południowej oraz w Ameryce Centralnej – w Ekwadorze, Kolumbii, Panamie i Kostaryce.